# Heliotropium noëanum
Heliotropium noëanum är en strävbladig växtart som beskrevs av Pierre Edmond Boissier. Heliotropium noëanum ingår i Heliotropsläktet som ingår i familjen strävbladiga växter. Utöver nominatformen finns också underarten H. n. edentulum.